# Batrachotoxine
Pour les articles homonymes, voir BTX.
La batrachotoxine (BTX) est un alcaloïde stéroïdien que l'on trouve dans certaines grenouilles d'Amérique du Sud (les phyllobates principalement), certains insectes de la famille des Melyridae (appartenant à la super-famille des Cleroidea) et quelques oiseaux de Nouvelle-Guinée.
Le terme batrachotoxine dérive du grec ancien batrachos (βάτραχος) et toxikon (τοξικόν) qui signifie « le poison de la grenouille ». Cette toxine porte ce nom en raison de l'animal sur lequel elle fut découverte, Phyllobates aurotaenia (Boulenger, 1913) et de l'utilisation, par exemple sur les pointes de flèches, de cette toxine par les populations humaines qui sont au contact des populations de Phyllobates aurotaenia  .

## Mode d'action
La batrachotoxine est un ligand des canaux sodiques du cœur et du système nerveux central. Ainsi elle empêche la sécrétion de chlorure de sodium dans la lumière des cellules épithéliales de ces organes.
Des expériences menées chez les rongeurs donnent une dose létale médiane sous-cutanée de 2 µg/kg. La batrachotoxinine A, produit dérivé, a une dose létale médiane de 1 000 µg/kg.

## Origine de la toxine
À la fois pour les espèces de grenouilles et de passereaux sous-citées, cette toxine pourrait avoir pour origine l'alimentation ou une production « par des bactéries hôtes ou par des modifications de précurseurs fournis par ces mêmes bactéries ».

### Origine de la toxine chez les grenouilles
La batrachotoxine est sécrétée notamment par des grenouilles d'Amérique du Sud appartenant au genre Phyllobates (5 espèces).
En captivité, il a été observé que l'effet de la toxine est fortement atténué[réf. nécessaire] ce qui amène à penser que l'alimentation joue un rôle déterminant dans la production de cette toxine.

### Origine de la toxine chez les oiseaux
La batrachotoxine se rencontre chez l'Ifrita de Kowald mais également quelques espèces du genre Pitohui,.
Chez ces passereaux, la batrachotoxine pourrait avoir en partie pour origine la consommation de scarabées Choresine qui en contiennent eux-mêmes.